# Тушинский, Михаил Дмитриевич
Михаил Дмитриевич Тушинский (1882—1962) — учёный-медик, терапевт, инфекционист, академик АМН СССР (1945).

## Биография
Участник русско-японской войны 1904—1905 годов.
В 1908 году окончил Императорскую Военно-медицинскую академию.
В 1908—1924 годах работал в Петербургской (Ленинградской) Обуховской больнице. Участник Первой мировой войны 1914—1918 годов.
С 1924 года — в 1-м Ленинградском медицинском институте, с 1930 года — профессор, заведующий кафедрой пропедевтики внутренних болезней. Один из организаторов, научный руководитель в 1932—1952 годах Ленинградской городской службы скорой и неотложной помощи.

«Михаил Дмитриевич всегда пользовался общей симпатией за свою непосредственность, за прямолинейность. Иногда, впрочем, эти качества переходили через край. Он все время как-то вертелся, не сидел на месте, поминутно вскакивал помогать докладчику показывать таблицы, бегал выключать свет. Лекции этот профессор читал бессистемно, субъективно, но привлекал шутками. Он был, конечно, оригинальным человеком, наблюдательным исследователем и врачом, как говорят, с интуицией; он отмечал такие черты болезни, которые выходят за рамки стандартных академических данных (особый вид пальцев, вид мазка крови на стекле, запах больного и т. п.). Излюбленные его области медицины — гематология, болезни легких, острые инфекции», — описывает его в 1920-е годы А. Л. Мясников.

Первый Главный терапевт Ленинграда в 1942—1949 годах.
Основные научные труды посвящены проблемам пульмонологии, гематологии, инфекционным болезням и истории медицины.
Скончался в 1962 году. Похоронен на Серафимовском кладбище (участок 30, в глубине). На могиле установлена гранитная стела с воспроизведением автографа.

## Семья
- Отец — Керим-бек Мехмандаров — азербайджанский врач, выпускник Петербургской медико-хирургической академии. М. Д. Тушинский родился вскоре после отъезда отца из Петербурга, родители после этого отъезда никогда не встречались. М. Д. Тушинский впервые узнал о том, кто его отец, в 1929 году, когда ему самому было уже 47 лет[4].

- Мать — петербурженка Александра Михайловна Долганова училась на Высших женских медицинских курсах.

- Жена (с 1914 года) — Мария Михайловна Звягина (в первом браке Лихтенштадт, 1886—1942), близкая подруга Е. И. Дмитриевой, М. А. Волошина и Н. С. Гумилёва. Первым браком (1905) была замужем за революционером В. О. Лихтенштадтом (расстрелян в 1919 году)[2].

- Дочь приёмная — Мария Михайловна Тушинская (1915—2007), врач-терапевт, автор научных трудов по дыхательной системе и гематологии. Первый муж — биолог Степан Александрович Филипченко (1916—1943), погиб на войне. Вторым браком замужем за В. Г. Барановым (1899—1988), ученым-эндокринологом, доктором медицинских наук, академиком АМН СССР[5].

## Память
На одном из учебных корпусов Первого Санкт-Петербургского государственного медицинского университета по ул. Л. Толстого, 6 установлена мемориальная доска М. Д. Тушинскому.